# Nidal Sbuae
Nidal Sbuae –en árabe, نضال السبوعي– es un deportista tunecino que compitió en taekwondo.
Ganó una medalla de plata en los Juegos Panafricanos de 2011 y una medalla de oro en el Campeonato Africano de Taekwondo de 2010.

## Palmarés internacional
| Juegos Panafricanos | Juegos Panafricanos | Juegos Panafricanos | Juegos Panafricanos |
| Año                 | Lugar               | Medalla             | Categoría           |
| ------------------- | ------------------- | ------------------- | ------------------- |
| 2011                | Maputo (Mozambique) | Medalla de plata    | –68 kg              |
| Campeonato Africano |                     |                     |                     |
| Año                 | Lugar               | Medalla             | Categoría           |
| 2010                | Trípoli (Libia)     | Medalla de oro      | –68 kg              |